# Leaked In London
Leaked In London es el cuarto EP fue grabado por Fall Out Boy el 29 de enero de 2007. Se planteó debido a que el cuarto álbum Infinity on High , se filtró en Internet el 19 de enero de 2007, tres semanas antes de la liberación del álbum. El EP puede ser descargado desde el sitio web de la banda entre el martes 6 de febrero de 2007 y el martes, 13 de febrero de 2007 utilizando el software de CDPass junto con la inserción de una copia física de Infinity on High en el CD-ROM de la unidad de un ordenador.

## Lista de canciones
1. This Ain't a Scene, It's an Arms Race [Live] - 3:25
2. Thriller [Live] - 3:29
3. Dance, Dance [Live] – 3:15
4. Golden [Live] – 2:37
5. Our Lawyer Made Us Change The Name Of This Song So We Wouldn't Get Sued [Live] – 3:09

## Datos
- Leaked In London se ha subido a Internet en redes de intercambio de archivo de sólo 50 minutos después de la liberación de aproximadamente 12:48 GMT del martes, 6 de febrero.

- En el video de This Ain't a Scene, It's an Arms Race, Pete Wentz cambia la línea de todas las niñas cuyos labios no podía mover lo suficientemente rápido "a" y todas las niñas cuyos dedos no pueden descargar lo suficientemente rápido " , assumingly refiriéndose o bien a las fotos de su pene en libertad en la Internet o el álbum de fugas en línea.

- La Pista cuatro, Golden, se desempeñó originalmente en el piano en el disco, Infinity on High . En Leaked In London, se toca en guitarra, bajo y batería. El poder de acordes también se utilizan hasta la mitad.

- Estas versiones en vivo de Thriller, Dance, Dance y Our Lawyer Made... fueron puestos en libertad como B-sides de Thnks fr th Mmrs.

- Our Lawyer Made Us Change The Name Of This Song So We Wouldn't Get Sued fue originalmente llamado My Name Is David Ruffin... And These Are The Temptations, pero advirtió su abogado las cuestiones de derecho de autor, por lo que cambió el nombre poco después.